# Karl Ludwig Gerok
Karl Ludwig Wilhelm Gerok (* 27. Januar 1906 in Oberfischach bei Gaildorf; † 28. Juni 1975 in Murrhardt) war ein deutscher Organist und Komponist.

## Leben
Karl Ludwig Gerok studierte zunächst an der Musikhochschule Stuttgart beim Stiftsorganisten Arnold Strebel und anschließend bei Karl Straube in Leipzig. 
Von 1930 an war er Domorganist in Halberstadt. Ab 1948 war Gerok Organist an der Markuskirche in Stuttgart und von 1958 bis 1969 Organist an der Stuttgarter Stiftskirche. Dort zählten der spätere Chorleiter und Komponist Edgar Rabsch (1928–1990) wie auch Helmuth Rilling, zu seinen Schülern. 
In dieser Zeit war er auch maßgeblicher Mitarbeiter am Württembergischen Choralbuch von 1953. Er wirkte ab 1946 als Orgellehrer an der Kirchenmusikschule in Esslingen am Neckar und später an der Musikhochschule Stuttgart. Er war der Verfasser des Standardwerks Lehrgang der Orgelimprovisation.
Karl Gerok starb am 28. Juni 1975 und wurde auf dem Walterichsfriedhof in Murrhardt begraben.

## Werke

### Kompositionen
- Choralvorspiele. In: Karl Gerok (Hrsg.): Schwäbische Orgelromantik. Metzlersche Verlagsbuchhandlung, Stuttgart 1969.
- Ulrich Stierle (Hrsg.): Karl Gerok: Kleine Orgelchoräle. Carus-Verlag, Leinfelden-Echterdingen 2002.

### Lehrwerke
- Lehrgang der Orgelimprovisation. Hrsg.: Martin Rößler. Hänssler-Verlag, Neuhausen-Stuttgart 1976. (Lehrgang im liturgischen Orgelspiel von verschiedenen Formen, orientiert an Melodien des Evangelischen Kirchengesangbuchs, Ausgabe 1953.)